# محمد أحمد محمد
محمد أحمد محمد (14 يناير 1968 - ) هو لاعب كرة يد مصر. شارك في الألعاب الأولمبية الصيفية 1992.

## وصلات خارجية
- محمد أحمد محمد على موقع أرشيف الشارخ.
- محمد عبد الـ محمد على موقع أوليمبيديا (الإنجليزية)